# NGC 3719
NGC 3719 ist eine Spiralgalaxie mit aktivem Galaxienkern vom Hubble-Typ Sbc im Sternbild Löwe an der Ekliptik. Sie ist schätzungsweise 256 Mio. Lichtjahre von der Milchstraße entfernt und hat einen Durchmesser von etwa 130.000 Lj. Gemeinsam mit NGC 3720 bildet sie ein gebundenes Galaxienpaar.
Das Objekt wurde am 15. März 1866 von Heinrich Louis d’Arrest entdeckt.